# Pallavi Anu Pallavi

Pallavi Anu Pallavi est un film indien en langue kannada réalisé et écrit par Mani Ratnam, sorti en 1983. Ce premier film du réalisateur tamoul, centré sur un triangle amoureux, réunit Anil Kapoor, Lakshmi et Kiran Vairale. La musique est composée par Ilaiyaraaja.

## Synopsis
Alors que Vijay, jeune homme de bonne famille vivant à Bangalore, vient de déclarer son amour à Madhu, son père l'envoie à Mercara distante de 250 km pour s'occuper d'une branche des affaires familiales. Il y fait la connaissance d'Anu, jeune femme qui élève seule son enfant après que son mari volage l'ai abandonnée. Progressivement, leur amitié se transforme en un sentiment plus profond. Bien qu'Anu soit plus âgée que lui et qu'il sache que Madhu l'attend et malgré la pression sociale, Vijay est prêt à se battre pour préserver sa relation avec Anu.

## Fiche technique
- Titre : Pallavi Anu Pallavi
- Titre original en kannada : ಪಲ್ಲವಿ ಅನುಪಲ್ಲವಿ
- Réalisateur : Mani Ratnam
- Scénario : Mani Ratnam
- Musique : Ilaiyaraaja
- Parolier : R. N. Jayagopal
- Photographie : Balu Mahendra
- Montage : B. Lenin
- Production : S. Krishnamurthy
- Langue : kannada
- Pays d'origine : Inde
- Date de sortie : 1983
- Format : Couleurs
- Genre : drame
- Durée : 110 minutes

## Distribution
- Anil Kapoor : Vijay
- Lakshmi : Anu
- Kiran Vairale : Madhu

## Musique
Composées par Ilaiyaraaja sur des paroles de R. N. Jayagopal, le film comporte quatre chansons qui ont connu un grand succès.
- Hrudaya Rangoli interprétée par S. P. Sailaja
- Nagu Endhidhe interprétée par S. Janaki
- Naguva Nayana interprétée par SP Balasubramanyam, S. Janaki
- Oh Premi Oh Premi interprétée par SP Balasubramanyam

## Commentaires
Mani Ratnam tourne ce premier film alors qu'il n'a suivi aucun enseignement en cinéma ni jamais travaillé sur un plateau de tournage. Malgré son inexpérience, il réussit à convaincre un réalisateur et directeur de la photographie reconnu, Balu Mahendra, ainsi qu'un célèbre compositeur, Ilaiyaraaja, de lui apporter leur collaboration. Il marque ainsi, dès sa première œuvre, l'importance qu'il accorde à l'image et à la musique.
Bien que sa langue soit le tamoul, Pallavi Anu Pallavi est un film en kannada car c'est au Karnataka que Mani Ratnam réunit son financement : « Pallavi Anu Pallavi est un film en kannada car à l'époque je n'avais pas le choix. Si j'avais trouvé un producteur, j'aurais fait un film chinois... et cela aurait été également un bon film chinois ».
Pallavi Anu Pallavi est un échec commercial mais est favorablement remarqué par la critique.